# Hercules Ultra 80
Hercules Ultra 80 war eine Baureihe von Leichtkrafträdern des deutschen  Herstellers Hercules.

## Geschichte
Die Hercules Ultra 80 war eine Neuentwicklung für die ab 1981 eingeführte Klasse der Leichtkrafträder. Die 1981 erschienene Ultra80 LC (LC = Liquid Cooled) hatte einen wassergekühlten Motor, Doppelscheibenbremsen vorne, 12-Volt-Elektrik und eine Cockpitverkleidung.

## Modelle
- 1982 kam als günstigeres Modell die Ultra80 AC (AC = Air Cooled) mit einem luftgekühlten Motor, einer einzelnen Scheibenbremse vorne, 6-Volt-Elektrik und einer kleinen Lampenverkleidung auf den Motorrad-Markt.
- Zusätzlich gab es noch zwei Choppermodelle, die Ultra80 Chopper mit wassergekühltem Motor und die Ultra80 AC Chopper mit luftgekühltem Motor.
- Außerdem gab es noch die Ultra RS 80 mit Sportsitzbank, Motorverkleidung und wassergekühltem Motor und die Ultra RS 80 AC, mit luftgekühltem Motor aber ohne Motorverkleidung.

- Weiterhin gab es die Ultra 80 F als Fahrschul-Modell. Diese wurde ohne Cockpitverkleidung ausgeliefert. Dafür hatte diese aber einen H4 Scheinwerfer und ab Werk das Schild " Fahrschule" am Heckbürzel montiert. Farben waren der F in Silber und Rotmetallic lieferbar

Die Höchstgeschwindigkeit betrug bei allen Modellen 80 km/h.